# Luboš Loučka
Luboš Loučka (* 25. srpna 1982 Chrudim) je český fotbalový trenér, který od 17. prosince 2023 vede klub AC Sparta Praha „B“, a bývalý profesionální fotbalista, který hrával na pozici středního obránce či defensivního záložníka. V květnu 2025 na poslední dva zápasy Chance ligy nahradil na pozici hlavního trenéra Sparty Larse Friise. Dříve také působil jako trenér sparťanské juniorky a jako asistent sparťanského "B" a "A" týmu.
Od června 2017 byl členem širšího vedení Hráčské fotbalové unie , která se staral o zájmy aktivních i bývalých fotbalistů.

## Hráčská kariéra
Sparťanský odchovanec, v létě 2003 odešel ze B-týmu na hostování do Opavy. Svůj první ligový gól vstřelil 8. května 2004 za Opavu v zápase proti Blšanům. V létě 2004 jej Sparta prodala do Jablonce.
Po čtyřech odehraných zápasech v sezoně 2005/2006 v dresu Jablonce jej Sparta koupila překvapivě zpět a Loučka nastupoval ve sparťanském A-týmu. Příliš šancí ovšem nedostal, proto v červenci 2006 odešel na roční hostování zpět do Jablonce. V lednu 2007 se vrátil zpátky do Prahy, ale od února tentokrát přestoupil zpět do Jablonce.
Dne 17. května 2013 se podílel na vítězství ve finále Poháru České pošty 2012/13 proti Mladé Boleslavi. Utkání se rozhodlo až v penaltovém rozstřelu, který skončil poměrem 5:4 pro Jablonec (po konci řádné hrací doby byl stav 2:2), Loučka svůj pokus proměnil.
V lednu 2015 odešel z Jablonce do německého amatérského klubu FC Oberlausitz Neugersdorf (úroveň 5. ligy).
V kariéře odehrál dohromady 269 prvoligových utkání, v nichž vstřelil 15 branek.

## Trenérská kariéra
Po skončení hráčské kariéry se stal začátkem roku 2018 asistentem u sparťanské juniorky. Výběr na konci stejného roku přebral jako hlavní trenér a vedl jej až do zániku juniorské ligy. V červnu 2019 se stal asistentem Václava Kotala u obnoveného B-týmu.
V březnu 2020 se přesunul s Václavem Kotalem k A-týmu, kde opět plnil roli asistenta trenéra. Na lavičce zůstal i po příchodu nového trenéra Pavla Vrby a v roce 2022 se stal asistentem nově příchozího trenéra Briana Priskeho.
V prosinci se stal hlavním trenérem B-týmu, který se nacházel v polovině tabulky druhé ligy. Jeho asistenty se stali Tim Sparv a Lukáš Bláža. Na poslední dva zápasy Chance ligy nahradil Larse Friise na pozici hlavního trenéra po nezvládnutém finále Mol Cupu.

## Ostatní
Luboš Loučka patřil mezi řadu známých fotbalových osobností, které v roce 2014 ostře kritizovaly Českou asociaci fotbalových hráčů (ČAFH) v čele s Markétou Haindlovou pro nedůvěryhodnost, nečinnost a nepřehledné hospodaření. Od června 2017 byl členem širšího vedení Hráčské fotbalové unie, která se měl starat o zájmy aktivních i bývalých fotbalistů.